# Рёсрат

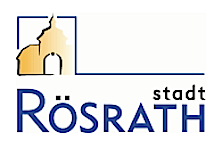
Логотип Рёсрата

Рёсрат (нем. Rösrath) — город в Германии, в земле Северный Рейн-Вестфалия.
Подчинён административному округу Кёльн. Входит в состав района Рейниш-Бергиш. Население составляет 28 712 человек (на 31 декабря 2021 года). Занимает площадь 38,81 км². Официальный код — 05 3 78 028.
Рёсрат получил статус города 1 января 2001 года, что сделало его самым молодым из городов Бергишес-Ланд. Силуэт въездных ворот замка Ойленброх помещён на официальном символе города. Этот логотип призван символизировать Рёсрат как «ворота в Бергишес-Ланд».

## География

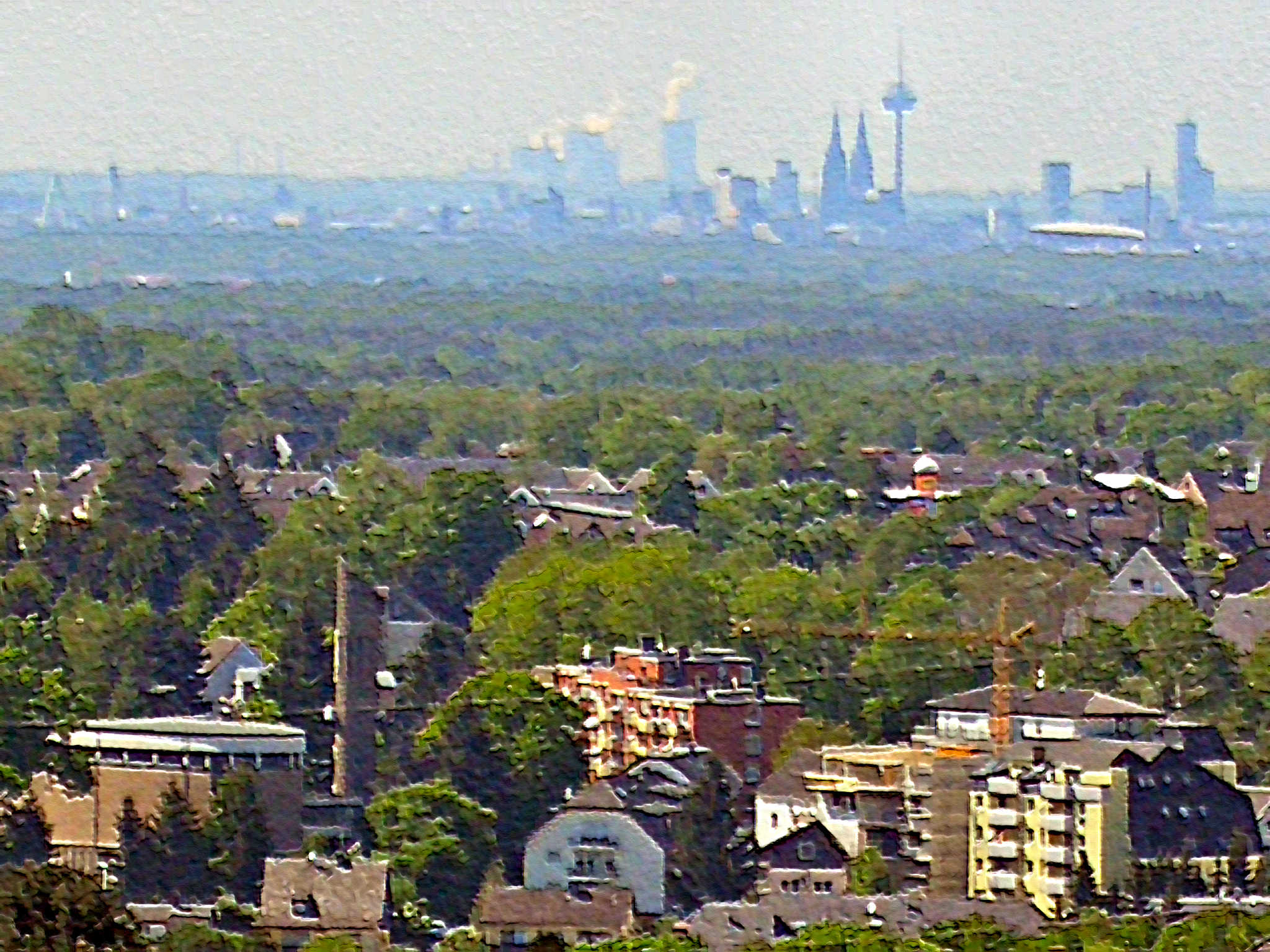
Рёсрат на фоне Кёльна

### Положение
Рёсрат граничит непосредственно с Кёльном. Через деревню протекает Зюльц, приток Аггера. Доля леса в общей городской территории составляет 50 %. Город частично простирается до заповедников Кёнигсфорст и Ванер-Хайде. Самая низкая точка на высоте 71,1 м над уровнем моря также находится в Ванер Хайде. Вершина Людерих находится на высоте 260,2 м над уровнем моря. Это самая высокая точка Рёсрата. Шахта по добыче свинцово-цинковой руды работала в Людерихе до 1978 года. Есть свидетельства того, что полиметаллические руды здесь добывали и плавили ещё во времена Римской империи.

### Соседние города
Рёстар граничит на севере с Бенсбергом — городской частью райцентра Бергиш-Гладбах, на северо-востоке с городом Оверат (оба населённых пункта в районе Райниш-Бергиш), городом Ломар на юго-востоке, город Тройсдорф (оба в районе Рейн-Зиг) и на юго-западе и западе с административными районами Рат/Хоймар города Кёльн.

### Городские части

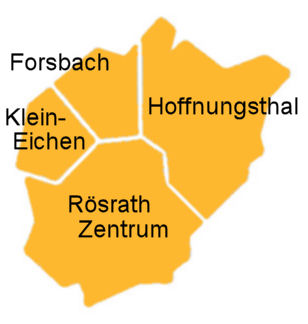
Части Рёсрата

| Название городской части | Площадь в км² | Процент площади |
| ------------------------ | ------------- | --------------- |
| Рёсрат (центр)           | 15,43         | 40 %            |
| Хоффнунгсталь            | 12,94         | 33 %            |
| Форсбах                  | 7,50          | 19 %            |
| Кляйнайхен               | 2,95          | 8 %             |

### Особо выделяемые поселения города
- Бляйфельд расположен в городской части Хоффнунгсталь, в непосредственной близости от бывшего рудника Людерих. Большинство жителей поселения работали на близлежащих шахтах. Со строительством железнодорожной линии Кёльн-Мюльхайм-Линдлар в начале XX века многие местные специалисты нашли работу в Кёльне.

## Фотографии

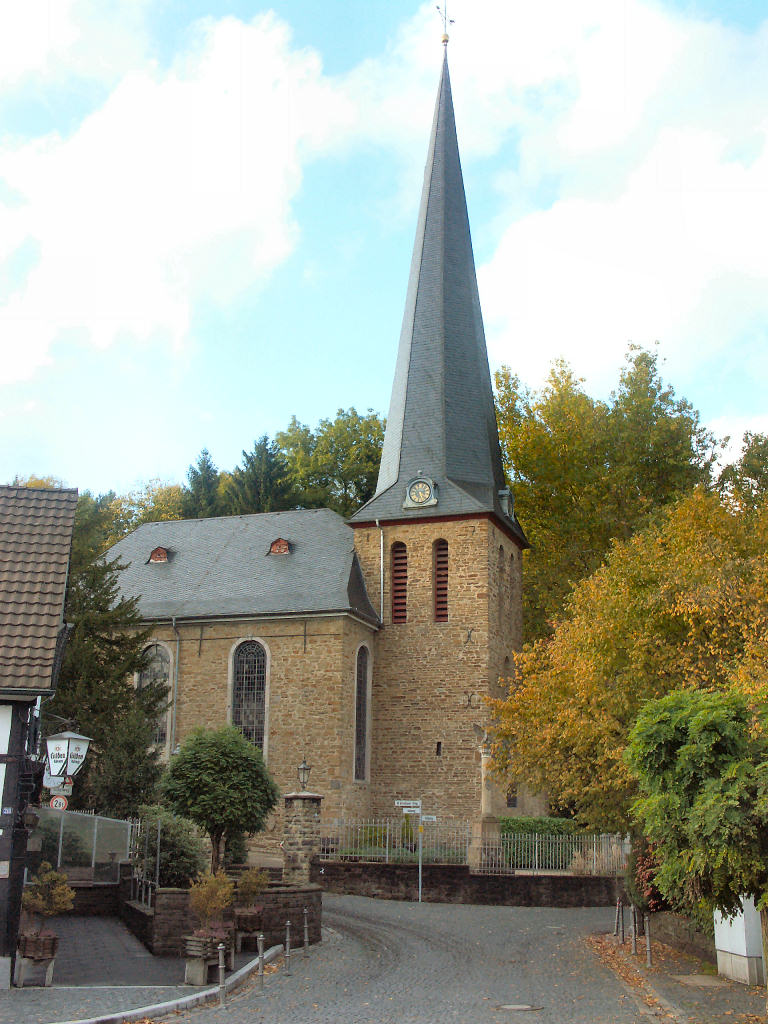
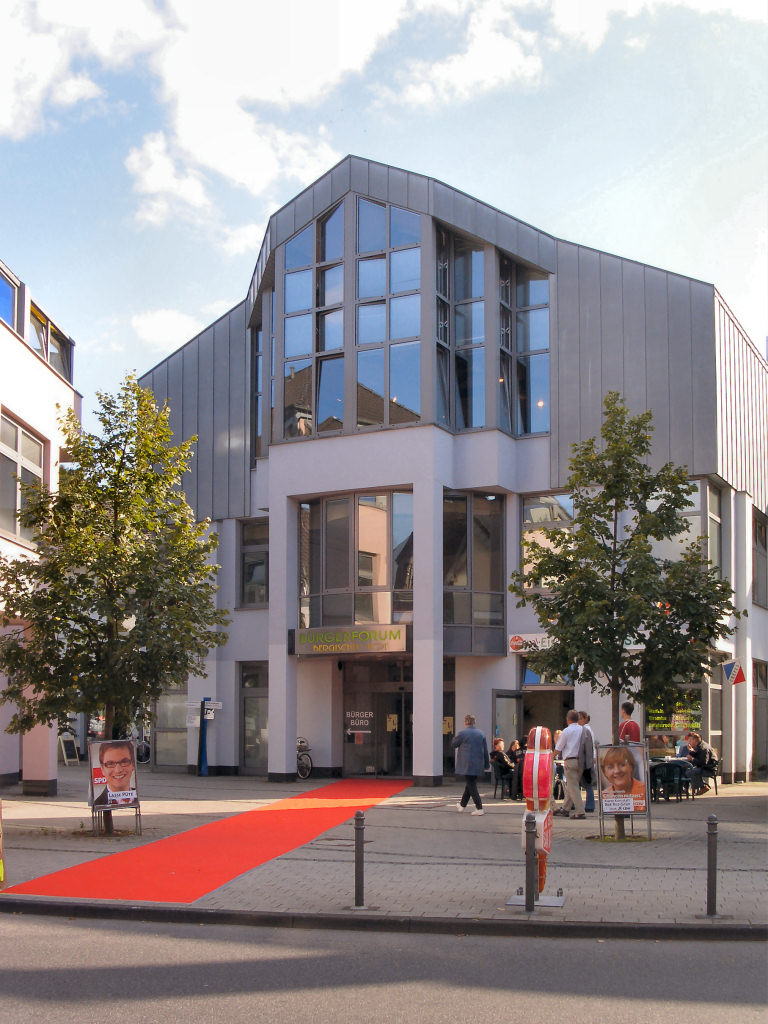
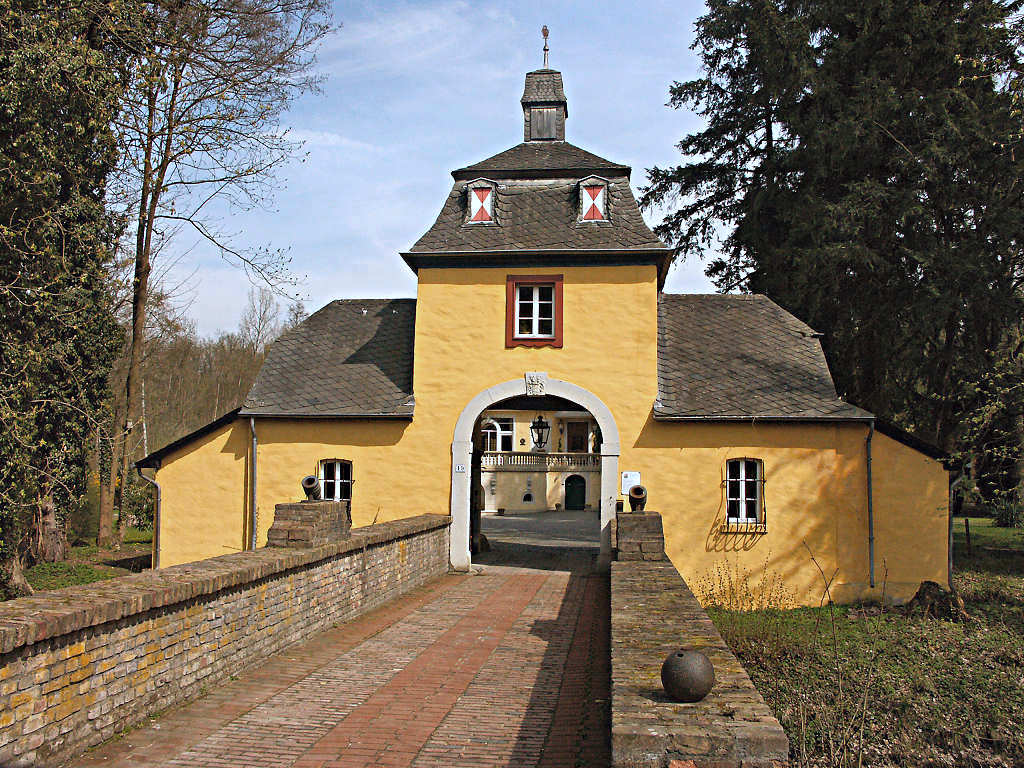
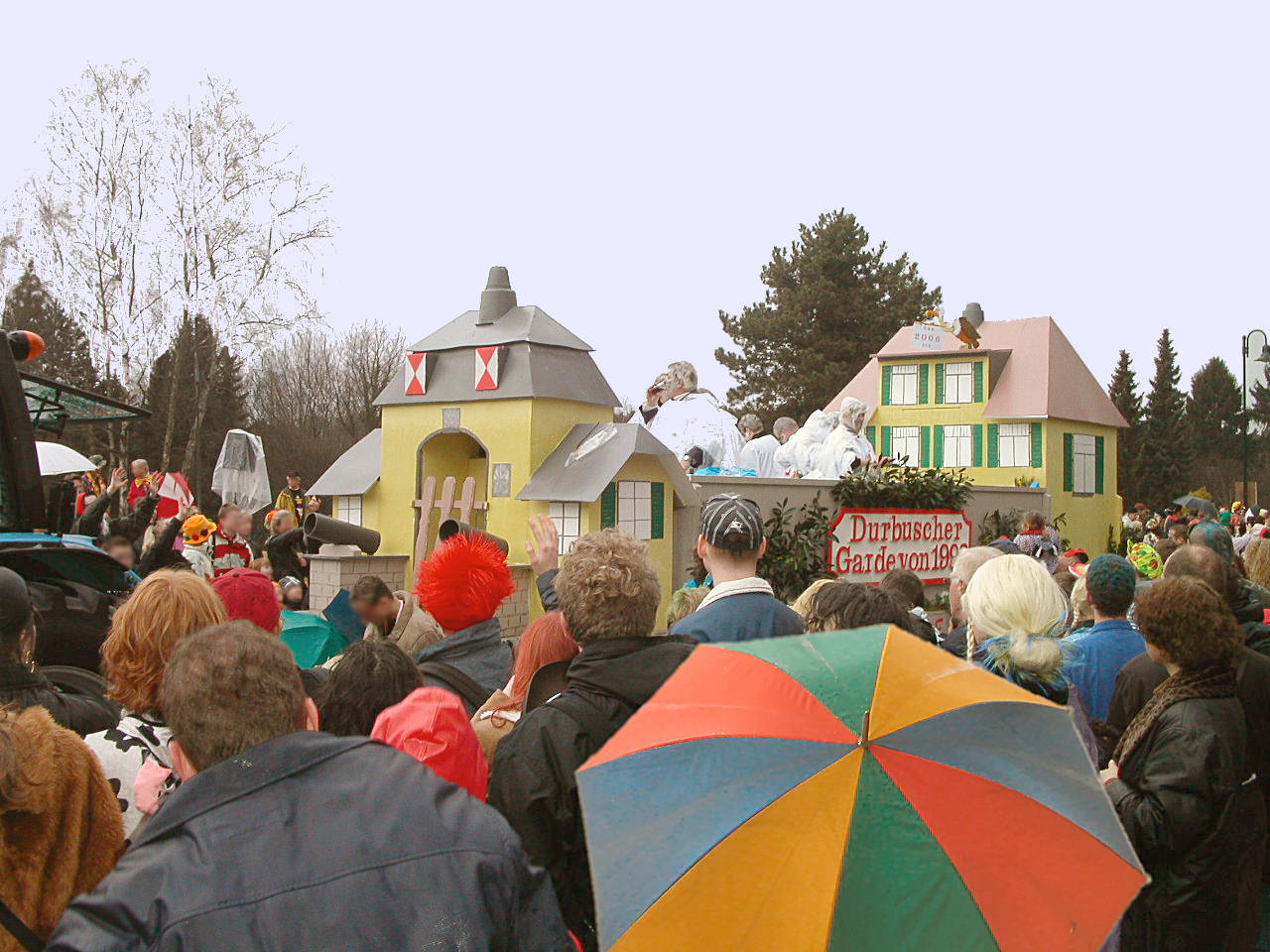